# Palín
Palín (ungarisch Pályin) ist eine Gemeinde im Osten der Slowakei mit 872 Einwohnern (Stand 31. Dezember 2024), die zum Okres Michalovce, einem Teil des Košický kraj, gehört und in der traditionellen Landschaft Zemplín liegt.

## Geographie
Die Gemeinde befindet sich im Ostteil des Ostslowakischen Tieflands am Flussdeich des Laborec. Das Ortszentrum liegt auf einer Höhe von 108 m n.m. und ist 13 Kilometer von Michalovce entfernt.
Nachbargemeinden sind Zemplínska Široká im Norden, Senné im Osten, Stretava im Süden, Budkovce im Westen und Sliepkovce im Nordwesten.

## Geschichte

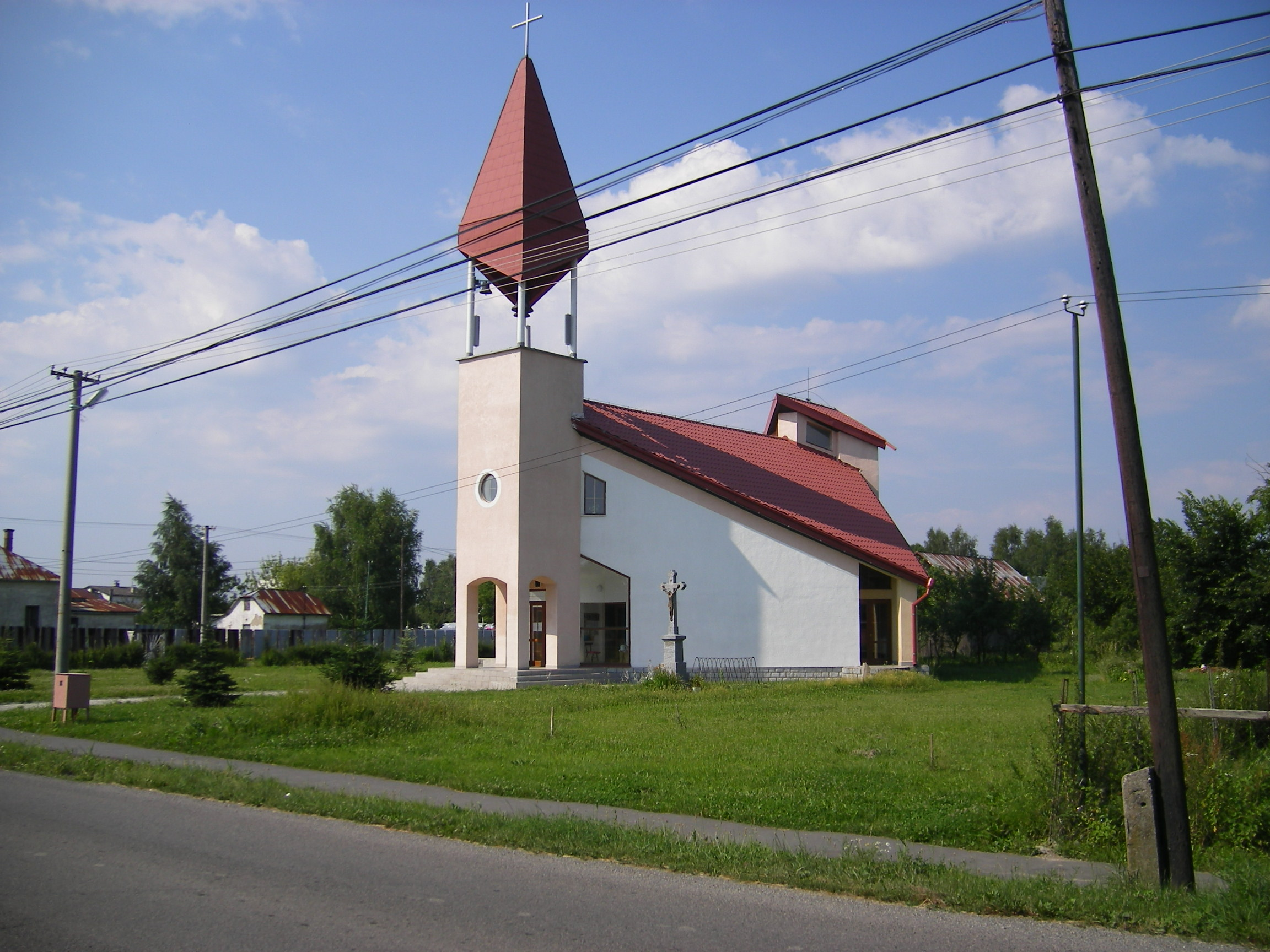
Römisch-katholische Kirche

Palín wurde zum ersten Mal 1302 als Paulyn schriftlich erwähnt, während der durchfließende Bach schon 1266 als Polipatoka ersturkundlich erwähnt wurde. Im Mittelalter war Palín eine Pfarrei im Bistum Erlau mit einer Pfarrkirche, einem Friedhof und einer in West-Ost-Richtung verlaufenden Straße, die den ältesten Ortsteil bildet. Eine Mühle am Ufer des Laborec stand nach schriftlichen Überlieferungen im Jahr 1394. 1427 wurden in einem Steuerverzeichnis 12 Porta verzeichnet. 1599 standen 38 bewohnte Untertanenhäuser im Ort, doch im Verlaufe des 17. Jahrhunderts kam es wegen der Epidemien, Standesaufständen sowie Untertanenflucht zum Bevölkerungsrückgang, sodass 1715 nur noch 10 Häuser verblieben. Im 16. und 17. Jahrhundert waren Mitglieder der Familien Daróczy und Szeretvay Gutsbesitzer, im 19. Jahrhundert waren es die Tomcsányis. 1828 zählte man 121 Häuser und 822 Einwohner, die als Korbmacher, Landwirte und Weber beschäftigt waren.
Bis 1918/1919 gehörte der im Komitat Ung liegende Ort zum Königreich Ungarn und kam danach zur Tschechoslowakei beziehungsweise heute Slowakei.

## Bevölkerung
| Jahr                | 1994 | 2004     | 2014    | 2024    |
| ------------------- | ---- | -------- | ------- | ------- |
| Anzahl der Personen | 808  | 894      | 916     | 872     |
| Unterschied         |      | +10,64 % | +2,46 % | −4,80 % |

| Jahr                | 2023 | 2024    |
| ------------------- | ---- | ------- |
| Anzahl der Personen | 869  | 872     |
| Unterschied         |      | +0,34 % |

Nach der Volkszählung 2011 wohnten in Palín 922 Einwohner, davon 783 Slowaken, acht Roma, fünf Magyaren, drei Ukrainer und ein Tscheche. Drei Einwohner gaben eine andere Ethnie an und 119 Einwohner machten keine Angabe zur Ethnie.
346 Einwohner bekannten sich zur römisch-katholischen Kirche, 234 Einwohner zur reformierten Kirche, 86 Einwohner zur griechisch-katholischen Kirche, 42 Einwohner zu den Zeugen Jehovas, 23 Einwohner zur orthodoxen Kirche, sechs Einwohner zur Evangelischen Kirche A. B., vier Einwohner zur altkatholischen Kirche sowie jeweils ein Einwohner zu den Brethren und zur Pfingstbewegung. 41 Einwohner waren konfessionslos und bei 138 Einwohnern wurde die Konfession nicht ermittelt.

## Bauwerke
- reformierte Kirche aus dem Jahr 1896
- moderne römisch-katholische Kirche